# Anthony Rendon (homme politique)
Cet article concerne l'homme politique. Pour le joueur de base-ball, voir Anthony Rendon.
Anthony « Tony » Rendon, né le 4 mars 1968 à Los Angeles, est un homme politique américain membre du Parti démocrate. Il est représentant à l'Assemblée de l'État de Californie pour le 63e district, puis le 62e district (au sud de Los Angeles, comprenant Lakewood) depuis 2012. De mars 2016 à juin 2023, Rendon est le speaker du Parlement.

## Biographie
Rendon fait ses études à l'université d'État de Californie à Fullerton où il obtient un M.A. en sciences politiques en 1994. Il est aussi titulaire d'un doctorat de l'université de Californie à Riverside.
De 2001 à 2008, Rendon enseigne à Fullerton. Il est ensuite directeur exécutif d'une ONG — Plaza de la Raza Child Development Services — puis directeur exécutif par intérim de la branche californienne de la League of Conservation Voters,.
Rendon est élu à l'Assemblée de Californie pour la première fois en 2012 dans le nouveau 63e district. Il est réélu en 2014. En 2014, il se présente contre Toni Atkins à la présidence de l'Assemblée mais échoue.
La même année, il joue un rôle important dans la proposition qui permet à l'État de lever 7,5 milliards de dollars pour renforcer les infrastructures et les ressources en eau de l'État.
En septembre 2015, les démocrates de Californie le choisissent à l'unanimité comme candidat à la présidence de l'Assemblée de l'État. Il est élu par les représentants le 11 janvier 2016. Il prend ses fonctions et remplace Atkins, atteinte par la limite de son mandat, le 7 mars 2016.